# Balugaon
Balugaon là một thị xã và là nơi đặt ủy ban khu vực quy hoạch (notified area committee) của quận Khordha thuộc bang Orissa, Ấn Độ.

## Địa lý
Balugaon có vị trí 20°10′B 85°06′Đ / 20,17°B 85,1°Đ Nó có độ cao trung bình là 76 mét (249 foot).

## Nhân khẩu
Theo điều tra dân số năm 2001 của Ấn Độ, Balugaon có dân số 15.824 người. Phái nam chiếm 53% tổng số dân và phái nữ chiếm 47%. Balugaon có tỷ lệ 67% biết đọc biết viết, cao hơn tỷ lệ trung bình toàn quốc là 59,5%: tỷ lệ cho phái nam là 75%, và tỷ lệ cho phái nữ là 58%. Tại Balugaon, 14% dân số nhỏ hơn 6 tuổi.